# Speccheri-Talsperre
Die Speccheri-Talsperre (Diga di Speccheri, Lago di Speccheri) befindet sich bei dem kleinen Ort Speccheri im Vallarsa-Tal im Trentino in Italien. 
Die Talsperre liegt am Südrand der Alpen, nördlich von Verona und östlich des Gardasees. 
Von einer Bogenstaumauer wird hier der Leno di Vallarsa gestaut, der in Rovereto, dem nächsten größeren Ort, in die Etsch (italienisch: Adige) mündet.
Ein Wasserkraftwerk an der Talsperre erzeugt im Mittel pro Jahr 60 Millionen Kilowattstunden Strom für Verona. 
Die Höhe der Staumauer wird in anderen Quellen alternativ auch mit 153 m, 156,45 m, 156,65 oder 160 m angegeben.
Die durchschnittliche Wassertiefe des Stausees beträgt 39,5 m.